# Ölsen
Ölsen ist eine Ortsgemeinde im Landkreis Altenkirchen (Westerwald) in Rheinland-Pfalz. Sie gehört der Verbandsgemeinde Altenkirchen-Flammersfeld an.

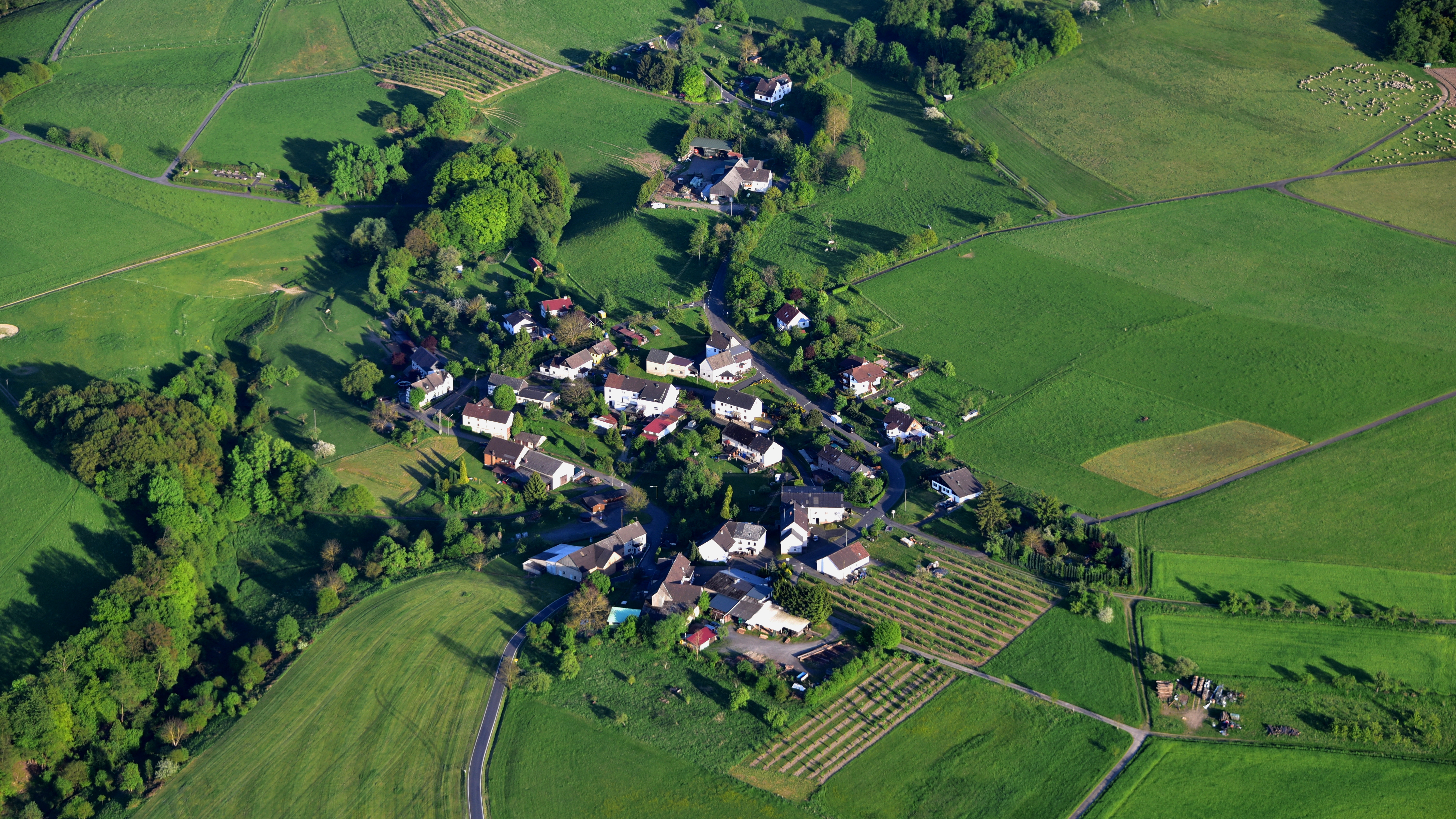
Ölsen, Luftaufnahme (2017)

## Geographie
Ölsen liegt etwa 8 km nördlich von Altenkirchen. Aus dem Ort hat man einen ungehinderten Blick in das Irsetal sowie auf die Anhöhen der Leuscheid. Zu Ölsen gehört der 1878 entstandene Wohnplatz Friedenthal mit drei Wohnhäusern und einer historischen Schmiede, der unmittelbar an der Grenze zu Nordrhein-Westfalen und dem Leuscheider Land liegt. Nachbargemeinden sind Niederirsen, Birkenbeul, Heupelzen und Oberirsen.
Die höchste Erhebung in der Gemeinde ist der Bickeberg (364 m ü. NHN).

## Geschichte

### Ölsen
Ölsen wurde erstmals am 13. Juni 1292 in einer Urkunde des Klosters Marienstatt erwähnt. Im Mittelalter trennte der Irserbach als Grenzflüßchen die Grafschaft Sayn und das Herzogtum Berg. Der Ort Ölsen war einst die Heimat für das Rittergeschlecht derer von Udolfshusyn, wie die Urkunde aus dem Kloster Marienstatt vom 13. Juni 1292 belegt. Ein Rokil von Ölsen (damals Udilshusen) wurde 1359 Schöffe in Altenkirchen. Dort war auch ein Heinrich von Ölsen ab 1430 Richter.
Bis Mitte des 17. Jahrhunderts gehörte Ölsen landesherrlich zur Grafschaft Sayn. Die Einwohner wurden nach der Einführung der Reformation in der Grafschaft Sayn erst lutherisch und später reformiert.
Ab 1810, zu Zeiten der Nassauischen Regierung, hatte ein Schulze seinen Sitz in Ölsen. Durch die Gemarkung Ölsen wurde über Jahrhunderte Holzkohle zu den Hammer Hütten, in das Siegerland und den Rhein hinab bis nach Holland transportiert.

### Friedenthal
Das erste Haus in Friedenthal war das der Familie Kirchner, die 1878 das erste Gebäude, eine Schmiede, gegenüber von Mittelirsen auf dem Gebiet der Gemeinde Ölsen errichteten. Sie nannten den Ort – wohl wegen der abgeschiedenen Lage Friedenthal. Nach dem Ausbau der Irsetalstraße von Birnbach bis Irsermühle 1887–1892 siedelte eine weitere Familie in dem Weiler. Ein drittes Wohngebäude wurde 1914/1915 errichtet. Die Schüler mussten damals die Schule in Birkenbeul besuchen, erst 1915 konnten sie den dem näher gelegenen Schulort zu Kocherscheid im Rhein-Sieg-Kreis zugewiesen wurden. Die heutigen Bewohner sind wirtschaftlich und kulturell mehr zum angrenzenden Windecker Ländchen orientiert.
Bevölkerungsentwicklung
Die Entwicklung der Einwohnerzahl der Gemeinde Ölsen, die Werte von 1871 bis 1987 beruhen auf Volkszählungen:
| Jahr | Einwohner |
| ---- | --------- |
| 1815 | 65        |
| 1835 | 76        |
| 1871 | 85        |
| 1905 | 101       |
| 1939 | 81        |
| 1950 | 114       |

| Jahr | Einwohner |
| ---- | --------- |
| 1961 | 99        |
| 1970 | 92        |
| 1987 | 82        |
| 1997 | 83        |
| 2005 | 95        |
| 2023 | 74        |

## Politik

### Gemeinderat
Der Gemeinderat in Ölsen besteht aus sechs Ratsmitgliedern, die bei der Kommunalwahl am 9. Juni 2024 in einer Mehrheitswahl gewählt wurden, und dem ehrenamtlichen Ortsbürgermeister als Vorsitzendem.

### Bürgermeister
Michael Kirchner wurde im Jahr 2015 Ortsbürgermeister von Ölsen. Bei der Direktwahl am 26. Mai 2019 wurde er mit einem Stimmenanteil von 77,78 % und am 9. Juni 2024 als einziger Bewerber mit 92,1 % jeweils für fünf Jahre in seinem Amt bestätigt. Kirchners Vorgänger war von 2004 bis 2014 Kurt Schmidt.

## Wirtschaft
Die Ortsgemeinde Ölsen ist stark landwirtschaftlich geprägt, an Gewerbebetrieben ist ein holzverarbeitender Betrieb zu nennen.